# Biblioteca Corviniana

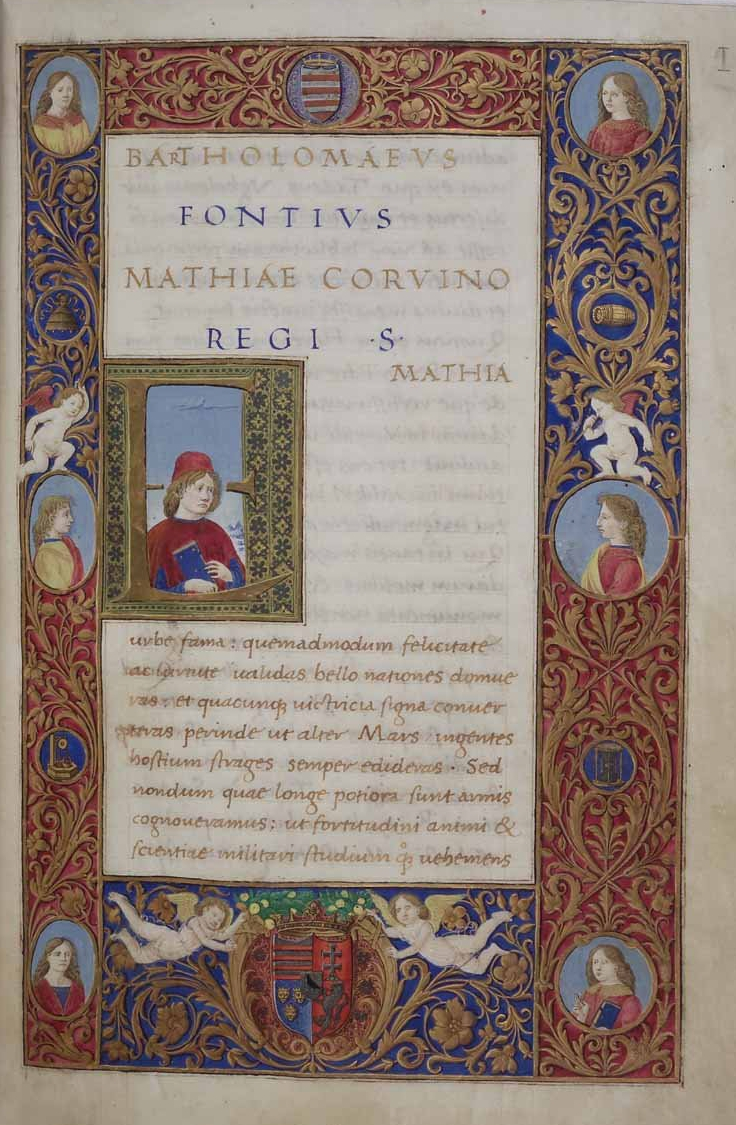
Frontespizio del Cod. Guelf. 43 Aug 2°, un codice un tempo posseduto da Mattia Corvino d'Ungheria. Il codice contiene l'Opera di Bartolomeo della Fonte, scritta nel 1488. Fa parte della Bibliotheca Corviniana, segnato nel "Registro della memoria del mondo"

La Biblioteca Corviniana (in latino Bibliotheca Corviniana o Bibliotheca Corvina, orig. Bibliotheca Augusta, in ungherese  Mátyás könyvtára, Korvinák, Mátyás-korvinák) era una delle biblioteche più famose del mondo rinascimentale, fu costituita a Buda dal re d'Ungheria e di Croazia Mattia Corvino e da sua moglie Beatrice d'Aragona, fra 1458 e il 1490.

## Storia
Mattia, uno dei più influenti sovrani dell'epoca, iniziò a collezionare libri sin dal 1460 circa, affidandosi come bibliotecario all'umanista Taddeo Ugoleto. Alla morte del sovrano, la libreria conservava circa tremila codici, detti "Corvinae" che includevano tra le 4-5000 opere, realizzate principalmente da autori latini e greci.
La biblioteca diventò un importante centro culturale del rinascimento: in essa si trovavano testi di filosofia, teologia, storia, diritto, letteratura, geografia, scienze, medicina, architettura, etc. Ad eccezione di un testo di Aristotele in latino stampato a Venezia tra il 1483 ed il 1484, all'epoca in cui il monarca era in vita i testi presenti nella biblioteca erano tutti manoscritti: taluni erano già esistenti, ma la maggior parte furono fatti trascrivere dallo stesso Mattia Corvino, che si valse di miniaturisti italiani come Attavante Attavanti, Gherardo di Giovanni di Miniato o Francesco d'Antonio del Chierico, oltre a fondare un'apposita scuola nella capitale ungherese.
La Biblioteca Corviniana divenne la più grande dell'Europa continentale a nord delle Alpi, seconda solo alla Libreria Vaticana. Conteneva la maggior parte dei testi scientifici dell'epoca. Nel 1489, Bartolomeo della Fonte scrisse che Lorenzo de Medici costruì e ideò la propria biblioteca sull'esempio della Biblioteca corviniana.

## Dispersione e recupero
Dopo l'invasione turca del 1526, ad opera di Solimano il Magnifico, la maggior parte dei testi furono distrutti o trafugati e portati a Costantinopoli: questi ultimi, circa 650 codici, furono ritrovati da una delegazione ungherese nel 1862 e oggi sono conservati nelle principali biblioteche ungheresi ed europee.
Circa i due terzi dei volumi sopravvissuti non sono stati stampati prima della morte del re Mattia. Alcuni sono l'unica copia esistente, come il libro De cerimoniis aulae byzantinae di Costantino VII Porfirogenito, sulle abitudini nella corte dell'imperatore bizantino; o la Historia ecclesiastica di Niceforo Callisto. Inoltre, con le Corvinae sono scomparse le uniche copie esistenti di alcuni lavori, tra cui l'intera opera di Iperide e scritti di Flavio Cresconio Corippo, Cuspiniano e di Procopio.
La Biblioteca nazionale Széchényi, in Ungheria sta lavorando ad un progetto di ricostruzione della biblioteca Corviniana in forma digitale.
Gli scritti pervenuti fino a noi sono stati iscritti nel programma Memoria del mondo dell'UNESCO dal 2005, per il loro inestimabile valore storico.